# Качай-бек
Качай-бек или Качи-бек (лак. Гъази-Къяча; ?, Кумух, Казикумухское ханство, — 1729—1730, Махмуд, Кюринское ханство) — лакский военачальник, кумухский бек, сподвижник Чолак Сурхай-хана.
Родом из Кази-Кумуха, происходит из знатного рода. Однако лингвист Джидалаев Н.С. утверждает, что Качаевы не были из бекского рода. Сведения о его дате смерти и родстве с Сурхаем разняться.

## Биография
Царское правительство и на сей раз оставило без ответа обращение Сурхая, чем не замедлили воспользоваться Дауд-бек и султанские агенты, запугивавшие горских владетелей применением карательных санкций. В начале мая от дербентского наиба поступило сообщение, что «Дауд-бек умышлением своим велел в Шемахе брату своему Мамат-хану сочинить письма фальшивые через турецкого Ахуна… те письма прислать из Шемахи с почтарями, как к нему, Дауд-беку, так и к шамхалу в Дербент… тем почтарям сказывать в народе, будто оные почтари едут с письмами к нему от турецкого султана, и пустить славу, что и войско турецкое, и артиллерия идет к нему, Дауд-беку, на помочь». Однако и эта затея закончилась полным провалом. Дагестанские владетели продолжали враждовать с Дауд-беком, стараясь изгнать его из Шемахи. Попытка султана примирить своего ставленника с шамхалом и уцмием не имела успеха. От Дауд-бека отошли жители Гулахана, Чачахлы, Седюли, Шаб-рана и других мест. В конце мая 1723 г. в Шемахе управляли двое: брат Дауд-бека Мамат-хан и дядя Сурхая Качай (Карат-бек.— Сотавов Н.А), которому фактически принадлежала власть в городе.
В письме к дербентскому наибу Сурхай сообщал, что «он выступил против Дауд-бека к реке Самур, но Дауд поспешно отступил; дядю своего Качая послать разорять его (Дауда) деревни, а сам последовал за Даудом и в заключение просил помочь ему, чтобы шамхал приехал к нему».
В 1728 году, Сурхай-хан послал Качай-бека к дагестанцам, российским подданным, с целью призывать их на службу к Сурхаю. В разных уголках края, собрав 3000 человек, он двинулся в Шемаху, будучи уведомленным российскими командирами не пересекать границы их государства. По пути в Шемаху Качай-бек грабил местное население, брал много пшеницы и сена, и при том сжигал фуражи, и пожитки жителей, о чём не только генерал-лейтенант Румянцев к Гянджинскому паше неоднократно писал, но и Порте через резидента Неплюева в том же 1728 году в декабре письменно сообщал, и сатисфакции, и о запрете противных поступков впредь о указах в Персию к пашам и Сурхаю требовано. Но со стороны Порты ничего для удовлетворения России не воспоследовало.
Потом Качай-бек, зазвал к себе обманом 3000 человек акушинских, российских подданных, в Шемаху, к Сурхаю отослал за караулом.
В «Отечественных записках» Павла Свиньина за 1827 год:
«Возмущение курелов [народ обитающий вдоль северного берега реки Самур] подавленное в прошлом году при самом начале генерала Румянцева, снова вспыхнуло происками Сурхай-хана Казикумухского, который имел свои виды на сей народ; но совершенное поражение казикумухов (отправленных Сурхай-ханом с сыном своим Качаем на помощь к курелам) 23 декабря [1729 г.] при деревне Махмуд (лежащей от Ерлаха в 5-ти верстах), нанесённое генералом Румянцевым, и истребление многих курельских деревень, обратило к покорности этих свирепых хищников. Разбитые казикумухи бежали во владения Сурхай-хана».
«Не упоминая о многих разных (бунтовщиков) от Шемахинского владельца Сурхая, от его Качай-бека и сына его в Российские земли учиненных нападений, оный Сурхай в соединении с самыми Турецкими войсками нападение учинил в тамошние Российские провинции в Кызыл-Агач и Сальян, и там бывших людей побил и пленил, устроенные магазины с провиантом и многие там лежащие деревни без остатка выжег, пожитки пограбил и несказанные свирепства производил». — Левашов П. А.
Из книги Василия Потто «Кавказская война. Том 1. От древнейших времен до Ермолова»:
«B Дагестане, у генерала Румянцева, также было не совсем спокойно. Кюринцы и несколько других племен наотрез отказались от нашего подданства. Они отвечали, что будут защищаться и скорее погибнут в бою, нежели от голода, которым им угрожают русские порядки. „Воровство и грабеж, — говорили их депутаты, — наши занятия, также как ваши — соха и торговля. Грабежом жили наши отцы и деды, и если мы оставим их ремесло, как требуют русские, то будем вынуждены погибнуть от голода“. Более всех бунтовали какие-то курелы, вероятно, жители нынешнего Самурского округа. Они-то именно, как доносил Румянцев, „предерзостно ворвались в Сальянскую область, побили и пленили много русских людей, магазины с нашим провинатом сожгли без остатка, пожитки пограбили и учинили несказанные свирепства“. Несколько частных экспедиций не могли усмирить восстания. Тогда пошел сам Румянцев и около аула Магмуда нанес мятежникам страшное поражение. Предводитель их, Качай, был убит, и несколько сот тысяч татар и курелов усеяли поле сражения. Из трехсотенного отряда русских выбыло также более семидесяти человек убитыми и ранеными потеря по сравнению с прежними весьма немаловажная».
Дата, второго сражения между неверными русскими и жителями Кумука (Кумуха) и (дата) смерти Качи-бека мучеником от их рук 1142 год под хиджре (1729—1730). И сожгли они селения Исбики, Сальян и Шандаки — в 1143 г. (1730—1731).
8 января, 1732 год, Объявление шпиона Петроса Сонцова о намерениях Сурхай-хана:
…в упомянутом же письме от турецкого Порту к Сурхай-хану написано: ежели да ты начнешь с русскими людьми войну, то мы тебе сколько надобно для довольствия войска твоего денежной казны присылать будем; да и прежде сего как Качай на границе с российскими людьми баталию имел по науке турецкого Сулейман паши, и, конечно, в нынешнюю весну намерен Сурхай-хан с российскими людьми в войну вступить, да уведомился ж я через сурхаевский обывателей… 

## Семья и потомки
Нынешний лакский тухум (род) в Кумухе «Къячахъул» являются прямыми потомками Качай-бека.
Антропоним родовой фамилии происходит от слова бык (лак. къяча), то есть «Бычковы».
Владели крупными пахотными землями и были в составе правящего органа в Кази-Кумухе.
В числе известных Качаевых:
- Омахан Качаев — лакский поэт-мистик.
- Ажу Качаев — главный художник в издательском доме «Эпоха».